# Канонерські човни типу «Брініо»
Канонерські човни типу «Брініо» (або «Груно» ) - три канонерських човни, побудованих Державною верфью («Райхсферф») в Амстердамі для Королівського флоту Нідерландів.

## Історія служби
На початку Другої світової війни всі кораблі все ще були в строю. Лише «Груно» зміг втекти до Сполученого Королівства. «Фрісо» був потоплений німецькими бомбардувальниками 12 травня 1940 року на Ейсселмері, а «Брініо» була затоплена власним екіпажем на тій же водоймі 14 травня 1940 року після того, як корабель пошкодив німецький літак.
У Великій Британії «Груно» пройшов процес переобладнання та використовувався для екскорту конвоїв. З 1944 використовувалося як плавуча казарма, зокрема і після повернення до Нідерландів, на ньому розміщувались команди тральщиків.